# Mesquita de Bodrum

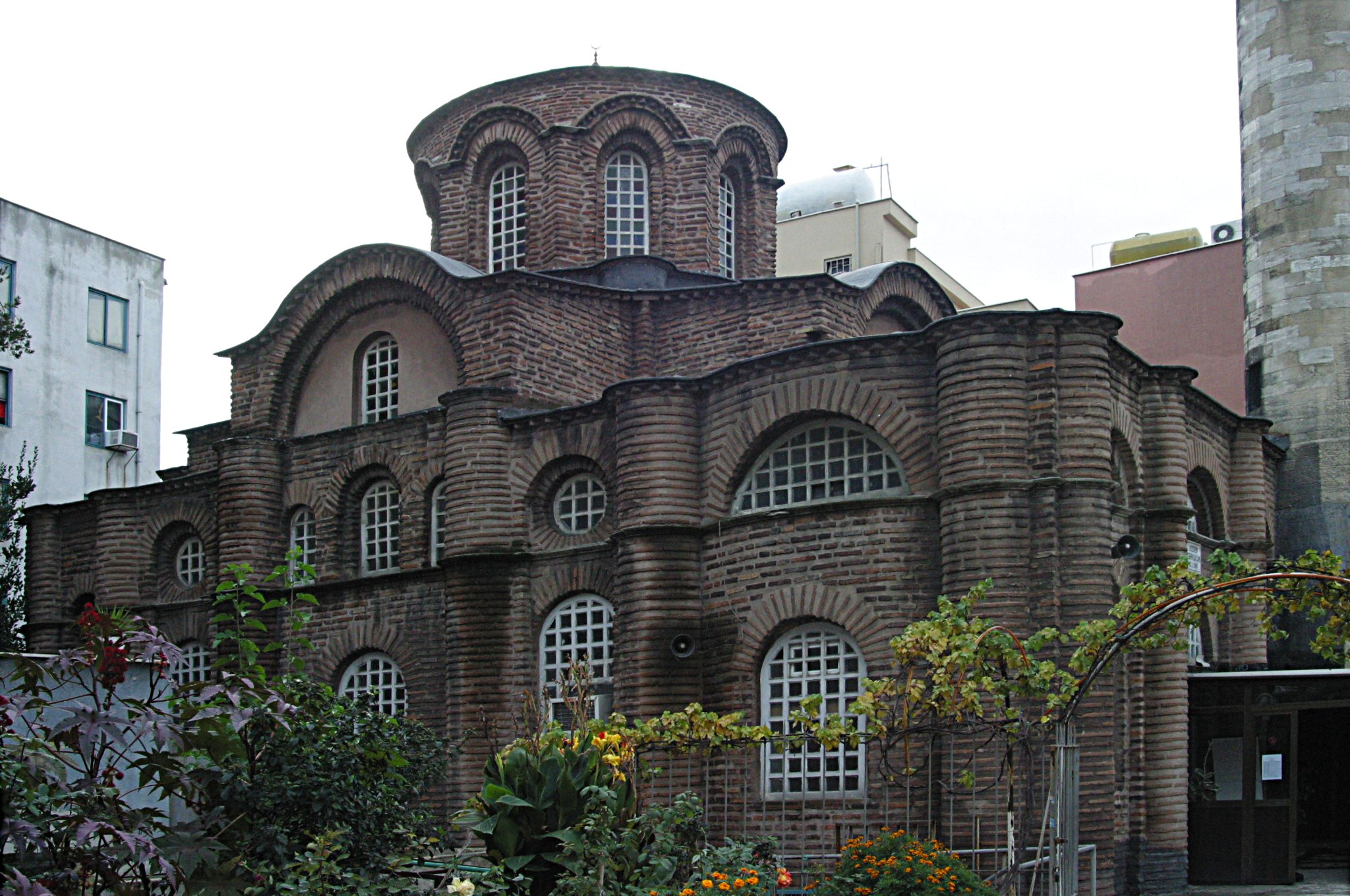
Fachada da Mesquita de Bodrum

A Mesquita de Bodrum (em turco:  Bodrum Camii - Mesih Paşa Camii, em homenagem ao seu fundador) é uma antiga igreja ortodoxa grega convertida numa mesquita pelos otomanos. A igreja era então conhecida pelo nome grego Mireleu (em grego: Eκκλησία του Μυρελαίου; romaniz.: Myrelaion).

## Localização
A estrutura medieval, cercada em três lados por quarteirões modernos, está em Istambul, no distrito de Fatih, na vizinhança de Laleli e Aksaray, a um quilômetro para oeste das ruínas do Grande Palácio de Constantinopla e da Praça Sultanahmet.

## História

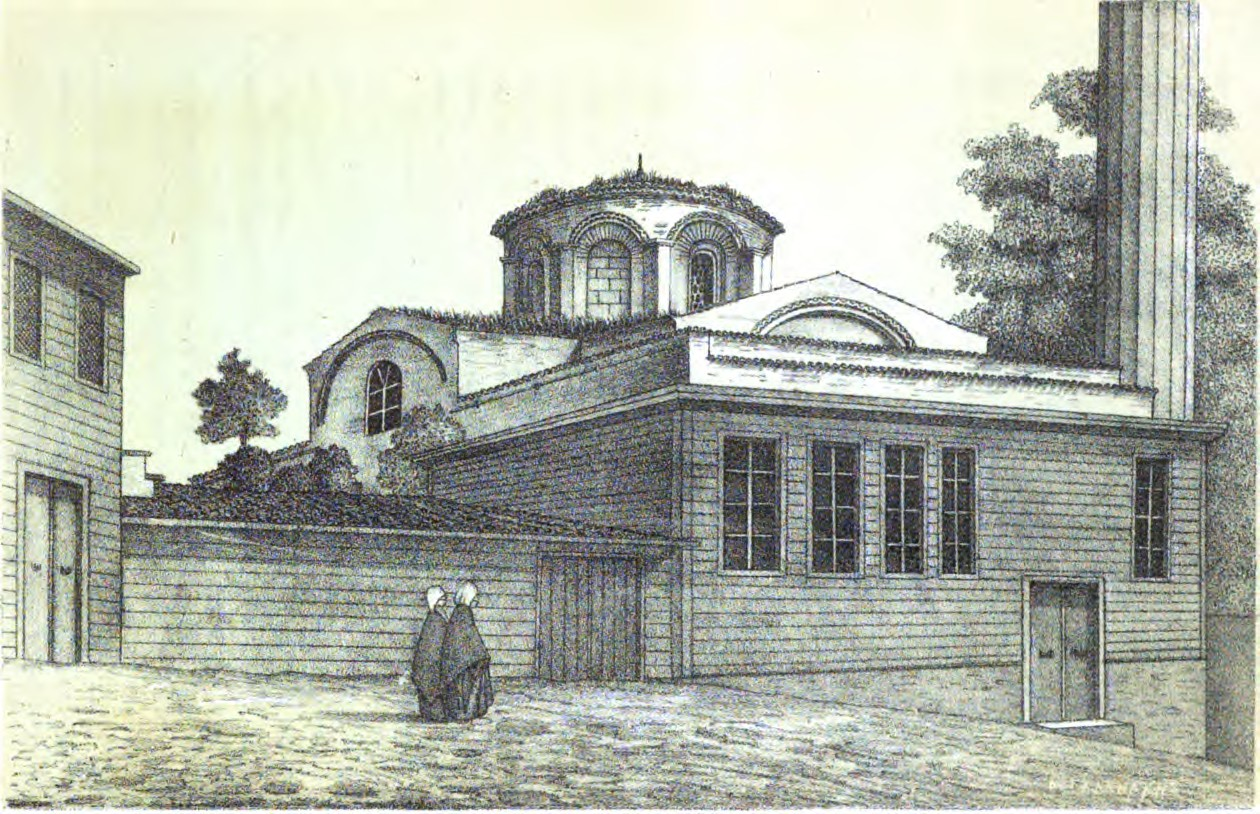
Gravura de 1877 da mesquita.

Alguns anos antes de 922, possivelmente durante as guerras contra Simeão I, da Bulgária, o drungário Romano I Lecapeno comprou uma casa na quinta região de Constantinopla, não muito longe do Propôntida, num lugar chamado Myrelayon ("o lugar da mirra" em grego). Após sua ascensão ao trono imperial, este edifício se tornou o núcleo de um novo palácio imperial, que pretendia rivalizar com o vizinho Grande Palácio de Constantinopla, e ser também o templo familiar dos Lecapenos.
O palácio de Mireleu foi construído sobre uma rotunda gigante do século V que, com um diâmetro externo de 41,8 metros era a segunda maior do mundo antigo, segunda apenas à do Panteão. No século X, a rotunda já não era mais utilizada e foi convertida - provavelmente pelo próprio Romano - em uma cisterna, cobrindo o interior com um sistema de abóbadas sustentado por pelo menos 70 colunas. Perto do palácio, o imperador bizantino construiu uma igreja, que ele planejou desde o início utilizar como sepultura para sua família. O imperador então trouxe para lá três sarcófagos de mármore que pertenciam ao imperador Maurício e seus filhos e que estavam na igreja de São Mamede.

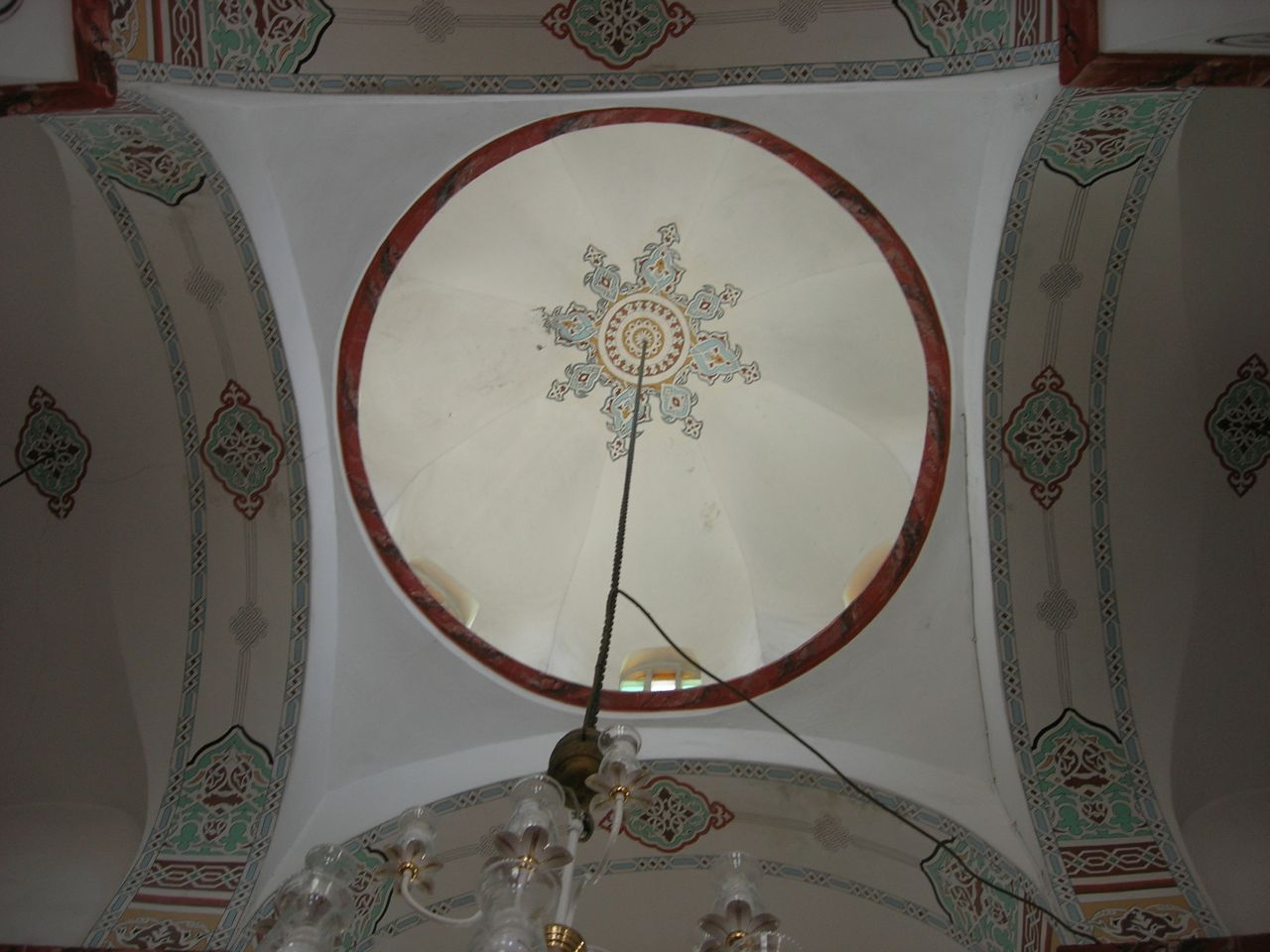
Visão interna do domo

A primeira pessoa a ser enterrada ali foi a sua esposa Teodora, em dezembro de 922, seguida por seu filho mais velho e coimperador Cristóvão, que morreu em 931. Ao fazê-lo, Romano interrompeu uma tradição de seiscentos anos pela qual todos os imperadores bizantinos desde Constantino I estavam enterrados na Igreja dos Santos Apóstolos.
Posteriormente, o imperador converteu seu palácio num convento e, após a sua deposição e morte no exílio como um monge na ilha de Prote em junho de 948, ele também foi enterrado ali. Além disso, sua filha, Helena Lecapena, viúva de Constantino VII Porfirogênito e a única ligação legítima de Romano com o Império, foi enterrada em Mireleu (e não em Santos Apóstolos), ao lado do marido.
O templo foi consumido por um incêndio em 1203, num evento ocorrido provavelmente em 18 de agosto quando um grupo de soldados flamengos, ajudados por marinheiros de Pisa e Veneza, iniciaram um gigantesco incêndio na parte sul de Constantinopla para cobrir sua retirada, durante a Quarta Cruzada. Durante a escavação arqueológica perto da mesquita, um fragmento de um pé de um uma estátua dos tetrarcas foi encontrado, confirmando assim a tradição de que este grupo (agora fixado na parede da Basílica de São Marcos em Veneza) fora roubado dali pelos venezianos em 1204. Abandonado durante a ocupação latina de Constantinopla (1204 - 1261), o edifício foi consertado no final do século XIII, durante o período da restauração paleóloga.
Após a conquista otomana de Constantinopla em 1453, a Mireleu foi convertida numa mesquita pelo Grão-Vizir Mesih Paxá por volta do ano 1500, durante o reinado de Bajazeto II. A mesquita foi renomeada por conta de sua estrutura (o significado da palavra turca bodrum é "abóbada subterrânea", "porão"), mas ela também ficou conhecida pelo nome de seu fundador. O edifício foi novamente danificado por incêndios em 1784 e em 1911, quando ela foi finalmente abandonada.
Em 1930, uma escavação liderada por David Talbot Rice descobriu a cisterna circular. Em 1964-1965, uma restauração radical liderada pelo Museu Arqueológico de Istambul substituiu quase toda a alvenaria externa do edifício, quando foi interrompida. A "restauração" substituiu 90% do material original com novos blocos de concreto, o que modificou o formato das portas e janelas, apagou as juntas e eliminou os cursos em forma de serra que definiam as linhas originais do edíficio. Em 1965, duas escavações em paralelo lideradas pelo especialista em história da arte Cecil L. Striker e R. Naumann se focaram respectivamente na sub-estrutura e no palácio imperial. O edifício foi finalmente restaurado em 1986, quando ele reabriu como uma mesquita. Em 1990, a cisterna também foi reformada e chegou a abrigar um shopping center por alguns anos. Agora o local é utilizado para as orações das mulheres.

## Arquitetura

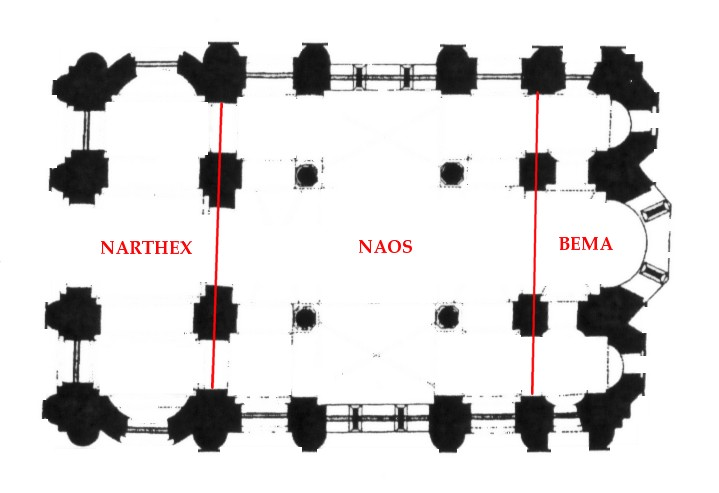
Plano da Mesquita.

### Edifício
O edifício, cuja alvenaria é inteiramente de tijolos, foi construído sobre uma fundação feita de cursos alternados de tijolos e pedras e tem um plano em forma de quincunce, com um lado de nove metros de comprimento.
A nave (naos) é coberta por um domo guarda-chuva, com a abóbada interrompida por janelas arqueadas, o que dá à estrutura um ritmo ondulado. As naves dos quatro lados são cobertas por abóbadas de berço. O edifício tem ainda um nártex do lado oeste e um santuário do leste. A área central do nártex está coberta por um domo e as duas laterais, por abóbadas de aresta. A nave está repartida por quatro pilares, que substituíram, no período otomano, as colunas originais (algo que aconteceu com muitas igrejas bizantinas). Diversas aberturas - janelas, Oeil-de-boeuf e arcos - permitem a entrada de luz no edifício.
O exterior é caracterizado pelos contrafortes cilíndricos que articulam a fachada. O edifício tem ainda três absides poligonais. A central é a do santuário (bema), enquanto que as laterais são das duas capelas laterais em forma de trevo (pastofória), prótese e diacônico.
Os otomanos construíram um minarete de pedra perto do nártex. O edifício estava originalmente decorado com um revestimento de mármore e mosaicos, que desapareceram completamente. Como um todo, a Mesquita de Bodrum mostra uma forte semelhança com a igreja norte do complexo de Fenari Issa.

### Sub-estrutura
A sub-estrutura, ao contrário do edifício, tem um aspecto austero e pouco elaborado. Originalmente, seu objetivo era apenas o de colocar a igreja no mesmo nível do palácio dos Lecapenos. Após a restauração no período dos paleólogos, ela foi utilizada como uma capela funerária. Durante as escavações ali realizadas, foram encontrados restos de um afresco representando uma mulher fazendo uma oferenda à Teótoco Hodegetria.
O edifício é o primeiro exemplo de uma igreja funerária particular de um imperador bizantino, iniciando uma tradição típica do final das dinastias posteriores dos dinastia Comneno e dos paleólogos. Outros exemplos são o complexo do Pantocrator e a Igreja de São João Batista em Lips. Além disso, o edifício representa um belo exemplo do desenho quincunce de igreja, um novo tipo arquitetural da arquitetura bizantina intermediária.